# Anne Anderson (Diplomatin)

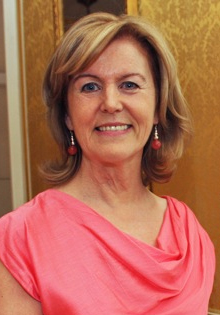
Anne Anderson 2013

Anne Anderson (* Juli 1952 in Clonmel, County Tipperary) ist eine irische Diplomatin.
Anderson studierte am University College Dublin und erhielt dort ihren Bachelor of Arts.
1972 begann sie im Außenministerium tätig zu werden. Während ihrer diplomatischen Karriere bekleidete sie hier diverse Posten. Unter anderem war sie von 1983 bis 1985 Wirtschaftsattachée sowie danach von 1985 bis 1987 Presseattachée an der irischen Botschaft in Washington, D.C.
Anderson war ständige Vertreterin Irlands bei den Vereinten Nationen in Genf und fungierte als solche 1997 als Vizepräsidentin der Konferenz der Vereinten Nationen für Handel und Entwicklung sowie von 1999 bis 2000 als Vorsitzende der Menschenrechtskommission.
Als Ständige Vertreterin Irlands bei der Welthandelsorganisation war Anderson 1996 Vorsitzende des Organs zur Überprüfung der Handelspolitiken.
Von 2001 bis 2005 war Anderson Ständige Vertreterin Irlands bei der Europäischen Union in Brüssel. Von Juli 2005 bis 2009 war sie irische Botschafterin in Frankreich. Ab Januar 2007 war sie ebenfalls in Monaco akkreditiert. Im Jahr 2009 wurde Anderson ständige Vertreterin Irlands bei den Vereinten Nationen in New York und löste damit John Paul Kavanagh ab. Kavanagh wurde im Gegenzug neuer Botschafter in Frankreich und Monaco.